# سیارک ۳۴۷۱۷
سیارک ۳۴۷۱۷ (به انگلیسی: 34717 Mirkovilli، نامگذاری:2001PD14) سی و چهار هزار و هفتصد و هفدهمین سیارک کشف شده‌است که در ۱۴ اوت ۲۰۰۱ کشف شد.